# Tomáš Erben
Tomáš Erben (* 25. září 1970) je zakladatel a dlouholetý prezident českého florbalového klubu FBC Liberec, bývalý hráč, reprezentační trenér a funkcionář. Jako trenér libereckého ženského týmu je trojnásobný mistr Česka z let 2001 až 2003.

## Klubová kariéra
Erben se k florbalu dostal přes hokejbal. Pod dojmem z Mistrovství Evropy ve florbale 1994 založil v tomto roce florbalový klub FBC Liberec. V klubu působil jako hráč, trenér žen i mužů a 14 let jako prezident.
V mužském týmu hrál do roku 2002. Byl u prvních dvou účastí Liberce v nejvyšší soutěži v sezónách 1996/1997 až 1998/1999 a 2000/2001 až 2001/2002. V týmu měl i roli kapitána.
Ženský tým Liberce dovedl jako trenér k prvním třem titulům v sezónách 2000/2001 až 2002/2003. Po té ho nahradil jeho asistent Zdeněk Chyba. Erben se po návratu mužů do nejvyšší soutěže stal jejich trenérem, kterým byl do roku 2007. Liberec v tomto období každou sezónu bojoval o udržení v soutěži.
V roce 2014 se krátce vrátil k ženskému týmu jako asistent Lenky Bartošové.

## Reprezentační kariéra
Erben byl vybrán jako trenér ženské reprezentace pro první dvě mistrovství světa v letech 1997 a 1999.
| Umístění | Soutěž                                 |
| -------- | -------------------------------------- |
| 6.       | Mistrovství světa ve florbale žen 1997 |
| 5.       | Mistrovství světa ve florbale žen 1999 |

## Florbalový funkcionář
Erben byl 12 let členem Výkonného výboru České florbalové unie.

## Ocenění
V roce 2009 byl zařazen do Síně slávy klubu FBC Liberec.
V roce 2022 byl během Superfinále vyhlášen jednou z 12 osobností první dekády Českého florbalu (1992–2000).